# Beate Sirota

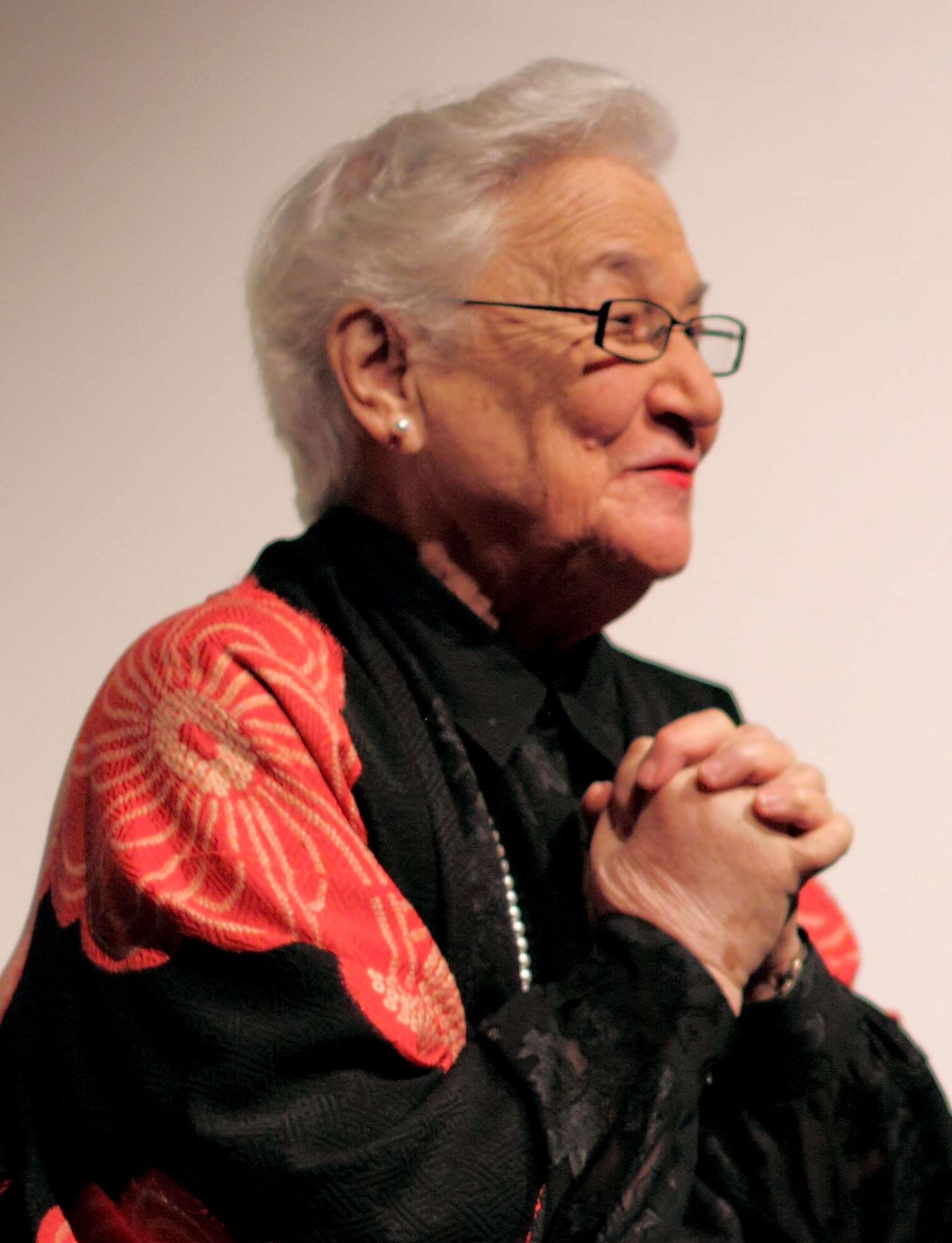
Beate Sirota (2011)

Beate Sirota Gordon (* 25. Oktober 1923 in Wien; † 30. Dezember 2012 in New York) war eine österreichisch-amerikanische Präsentatorin darstellender Kunst und eine Frauenrechtlerin. Sie war Gründerin und Leiterin der Sektion für darstellende Kunst der Japan Society und der Asia Society und eines der letzten überlebenden Mitglieder des Teams, das unter der Leitung von Douglas MacArthur die Verfassung Japans nach dem Zweiten Weltkrieg schrieb.

## Biografie
Beate Sirota war das einzige Kind des Pianisten Leo Sirota (1885–1965) und von Augustine geb. Horenstein. Ihr Vater war ein ukrainischer Jude. Ihr Onkel mütterlicherseits war der Dirigent Jascha Horenstein. Der Vater floh aus dem vom Krieg zerrissenen Russland nach Österreich. Sie wohnte in der Währinger Straße 58. Die Familie emigrierte erneut im Jahre 1929 nach Japan, als Leo Sirota eine Einladung zu einer Professur an der kaiserlichen Musikakademie in Tokio annahm. Sie besuchte sechs Jahre lang die Deutsche Schule in Tokio und wechselte dann zur American School, da die Deutsche Schule immer stärker nationalsozialistisch wurde. Beate Sirota lebte insgesamt zehn Jahre in Tokio, bevor sie 1939 für ein Studium am Mills College nach Oakland, Kalifornien übersiedelte. Sie schloss ihr Studium im Jahre 1943 mit einem Bachelor-Abschluss in modernen Sprachen ab. Im Jänner 1945 wurde sie eingebürgert. Während des Zweiten Weltkriegs wurde Sirota völlig von ihren Eltern in Japan getrennt. Sie arbeitete in dieser Zeit für das United States Office of War Information (OWI), den Foreign Broadcast Information Service (FBIS), die Federal Communications Commission (FCC) und das Magazin Time.
Sobald der Krieg zu Ende war, ging Sirota nach Japan auf die Suche nach ihren Eltern, die den Krieg in Haft in Karuizawa, Präfektur Nagano überlebt hatten. Auf Grund ihrer Japanischkenntnisse wurde sie dem Politischen Stab des Supreme Commander for the Allied Powers (SCAP) von Douglas MacArthur zugewiesen. Neben Japanisch sprach sie fließend Englisch, Deutsch, Französisch und Russisch.
Für die Vorbereitungen zur neuen Verfassung wurde ihr eine Rolle in einem Unterausschuss zugeteilt, welcher sich mit Bürgerrechten befasste. Die Arbeitsgruppe stand unter großem Zeitdruck: Der Auftrag wurde ihr am 4. Februar 1946 durch General Courtney Whitney erteilt; der Entwurf musste am 12. Februar vorliegen. Beate Sirota war eine von nur zwei Frauen in der größeren Gruppe, die andere war die Ökonomin Eleanor Hadley. Sie machte sich für die rechtliche Gleichstellung zwischen Männern und Frauen in der Verfassung stark, besonders die Artikel 14 und 24 sind auf ihr Wirken zurückzuführen. Sie übernahm dabei Grundzüge von Artikel 109 der Weimarer Verfassung.
Sirota hielt fast bis zum Ende ihres Lebens Stillschweigen über ihre maßgebliche Rolle bei der Gestaltung der neuen Verfassung. Sie erhielt im Jahr 1991 die Leitung der Asia Society und engagierte sich für den interkulturellen Austausch. Ihre Rolle bei den Arbeiten für die neue japanische Verfassung wurde erst 1994 bekannt.
Als Dank für ihre Rolle bei der Ausarbeitung der Verfassung wurde ihr von der japanischen Regierung im November 1998 das Offizierskreuz des Orden des Heiligen Schatzes verliehen. Am  8. November 2019 wurde ein Asteroid nach ihr benannt: (5559) Beategordon. Seit 2022 vergibt das Österreichische Kulturforum Tokio den Beate-Sirota-Gordon-Award.

## Werke (Auswahl)
- Introduction to Asian Dance (1964)
- An Introduction to the Dance of India, China, Korea [and] Japan (1965)
- 1945年のクリスマス: 日本国憲法に「男女平等」を書いた女性の自伝 (1995)
- The Only Woman in the Room: a Memoir, Tokio 1997, ISBN 4-7700-2145-3.